# Belberaud
Belberaud [bɛlbeʁo] est une commune française située dans le nord-est du département de la Haute-Garonne, en région Occitanie. Sur le plan historique et culturel, la commune fait partie du Lauragais, l'ancien « Pays de Cocagne », lié à la fois à la culture du pastel et à l’abondance des productions, et de « grenier à blé du Languedoc ».
Exposée à un climat océanique altéré, elle est drainée par l'Hers-Mort et par divers autres petits cours d'eau.
Belberaud est une commune urbaine qui compte 1 528 habitants en 2022, après avoir connu une forte hausse de la population depuis 1975. Elle appartient à l'unité urbaine de Toulouse et fait partie de l'aire d'attraction de Toulouse. Ses habitants sont appelés les Belberautins ou  Belberautines.
Le patrimoine architectural de la commune comprend un immeuble protégé au titre des monuments historiques : l'église Saint-Jean-Baptiste, classée en 1995.

## Géographie

### Localisation
La commune de Belberaud se trouve dans le département de la Haute-Garonne, en région Occitanie.
Elle se situe à 15 km à vol d'oiseau de Toulouse, préfecture du département, et à 1 km d'Escalquens, bureau centralisateur du canton d'Escalquens dont dépend la commune depuis 2015 pour les élections départementales.
La commune fait en outre partie du bassin de vie de Toulouse.
Les communes les plus proches sont : 
Escalquens (1,3 km), Montlaur (2,2 km), Odars (2,3 km), Auzielle (3,8 km), Fourquevaux (3,8 km), Labège (4,0 km), Donneville (4,2 km), Pompertuzat (4,6 km).
Sur le plan historique et culturel, Belberaud fait partie du pays toulousain, une ceinture de plaines fertiles entrecoupées de bosquets d'arbres, aux molles collines semées de fermes en briques roses, inéluctablement grignotée par l'urbanisme des banlieues.
Belberaud est limitrophe de six autres communes.
Les communes limitrophes sont  Deyme, Escalquens, Fourquevaux, Montlaur, Odars et Pompertuzat.
|             | Escalquens | Odars       |
| Pompertuzat | Belberaud  | Fourquevaux |
| Deyme       | Montlaur   |             |

### Géologie
La superficie de la commune est de 747 hectares ; son altitude varie de 148  à   243 mètres.

### Hydrographie

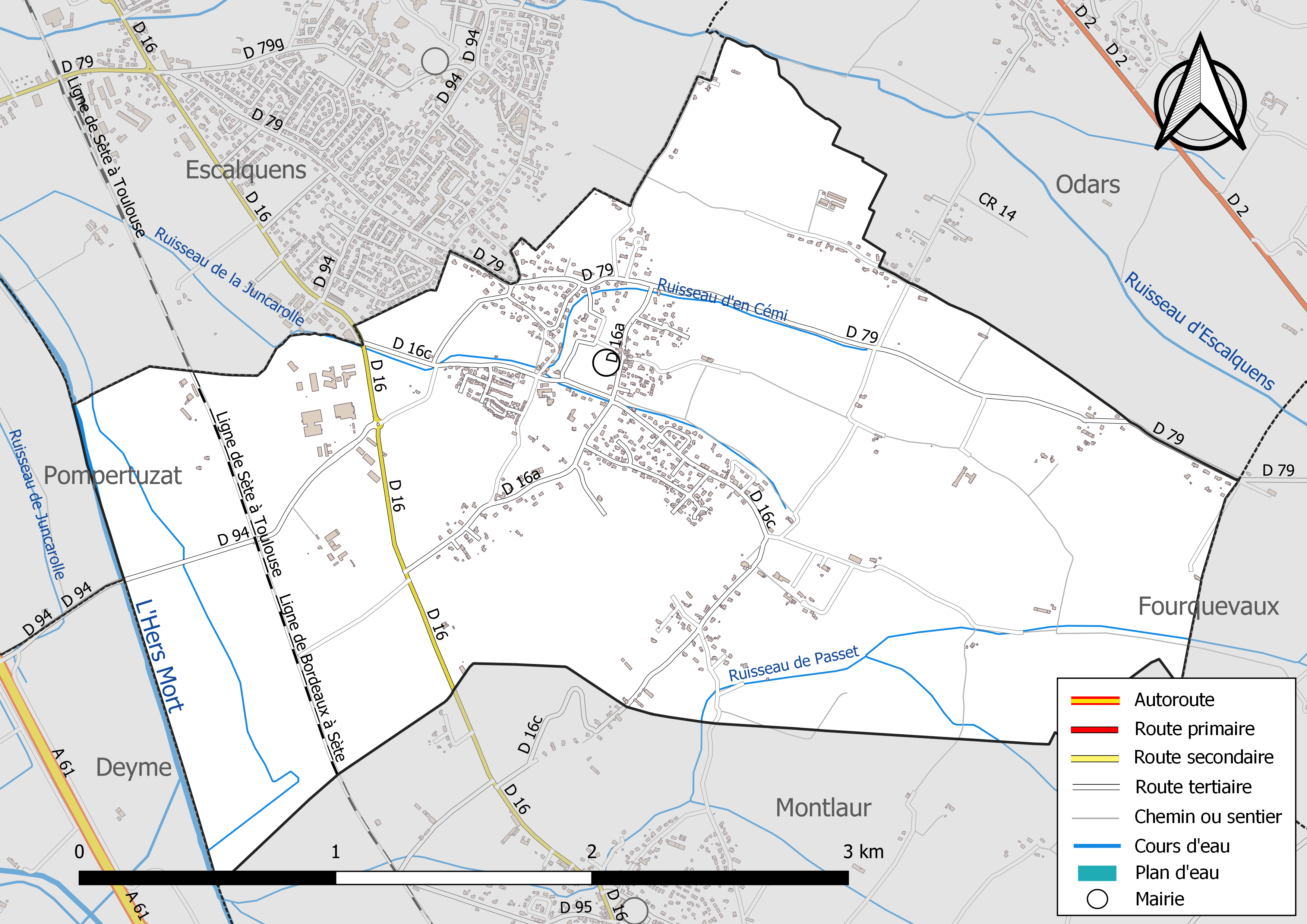
Réseaux hydrographique et routier de Belberaud.

La commune est dans le bassin de la Garonne, au sein du bassin hydrographique Adour-Garonne. Elle est drainée par l'Hers-Mort, le ruisseau de la Juncarolle, le ruisseau d'en Cémi, le ruisseau de Passet et par deux petits cours d'eau, constituant un réseau hydrographique de 9 km de longueur totale,.
L'Hers-Mort, d'une longueur totale de 89,3 km, prend sa source dans la commune de Laurac et s'écoule du sud-est vers le nord-ouest. Il traverse la commune et se jette dans la Garonne à Grenade, après avoir traversé 40 communes.

### Climat
Pour des articles plus généraux, voir Climat de l'Occitanie et Climat de la Haute-Garonne.
En 2010, le climat de la commune est de type climat du Bassin du Sud-Ouest, selon une étude s'appuyant sur une série de données couvrant la période 1971-2000. En 2020, Météo-France publie une typologie des climats de la France métropolitaine dans laquelle la commune est exposée à un climat océanique altéré et est dans la région climatique Aquitaine, Gascogne, caractérisée par une pluviométrie abondante au printemps, modérée en automne, un faible ensoleillement au printemps, un été chaud (19,5 °C), des vents faibles, des brouillards fréquents en automne et en hiver et des orages fréquents en été (15 à 20 jours).
Pour la période 1971-2000, la température annuelle moyenne est de 13,3 °C, avec une amplitude thermique annuelle de 15,7 °C. Le cumul annuel moyen de précipitations est de 725 mm, avec 9,5 jours de précipitations en janvier et 5,2 jours en juillet. Pour la période 1991-2020, la température moyenne annuelle observée sur la station météorologique la plus proche, située sur la commune de Ségreville à 14 km à vol d'oiseau, est de 13,4 °C et le cumul annuel moyen de précipitations est de 747,6 mm,. Pour l'avenir, les paramètres climatiques de la commune estimés pour 2050 selon différents scénarios d'émission de gaz à effet de serre sont consultables sur un site dédié publié par Météo-France en novembre 2022.

### Milieux naturels et biodiversité
Aucun espace naturel présentant un intérêt patrimonial n'est recensé sur la commune dans l'inventaire national du patrimoine naturel,,.

## Urbanisme

### Typologie
Au 1er janvier 2024, Belberaud est catégorisée ceinture urbaine, selon la nouvelle grille communale de densité à sept niveaux définie par l'Insee en 2022.
Elle appartient à l'unité urbaine de Toulouse, une agglomération inter-départementale regroupant 81  communes, dont elle est une commune de la banlieue,,. Par ailleurs la commune fait partie de l'aire d'attraction de Toulouse, dont elle est une commune de la couronne,. Cette aire, qui regroupe 527 communes, est catégorisée dans les aires de 700 000 habitants ou plus (hors Paris),.

### Occupation des sols
L'occupation des sols de la commune, telle qu'elle ressort de la base de données européenne d’occupation biophysique des sols Corine Land Cover (CLC), est marquée par l'importance des territoires agricoles (89,2 % en 2018), en diminution par rapport à 1990 (93,9 %). La répartition détaillée en 2018 est la suivante : 
terres arables (66,2 %), zones agricoles hétérogènes (23 %), zones urbanisées (10,8 %). L'évolution de l’occupation des sols de la commune et de ses infrastructures peut être observée sur les différentes représentations cartographiques du territoire : la carte de Cassini (XVIIIe siècle), la carte d'état-major (1820-1866) et les cartes ou photos aériennes de l'IGN pour la période actuelle (1950 à aujourd'hui).

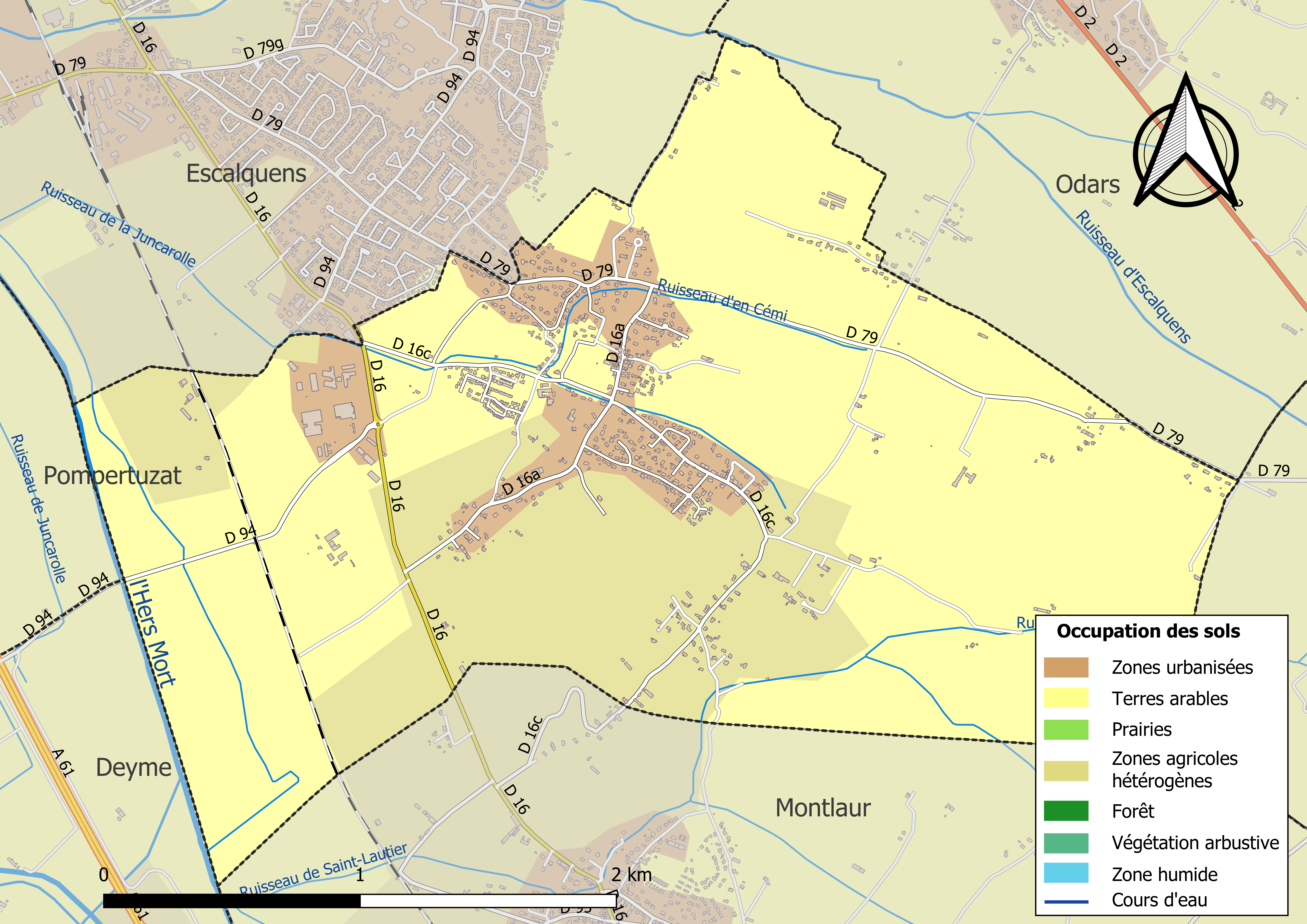
Carte des infrastructures et de l'occupation des sols de la commune en 2018 (CLC).

### Voies de communication et transports
La ligne 80 du réseau Tisséo permet de rejoindre la station de métro Rangueil depuis le centre commercial de la Balme, la ligne 204 permet de relier la gare de Labège-Innopole à Ayguesvives en desservant le centre de la commune. La ligne 386 du réseau Arc-en-Ciel permet aussi de rejoindre la gare routière de Toulouse ou Villefranche-de-Lauragais depuis le centre de Belberaud.

### Risques majeurs
Le territoire de la commune de Belberaud est vulnérable à différents aléas naturels : météorologiques (tempête, orage, neige, grand froid, canicule ou sécheresse), inondations et séisme (sismicité très faible). Il est également exposé à un risque technologique, la rupture d'un barrage. Un site publié par le BRGM permet d'évaluer simplement et rapidement les risques d'un bien localisé soit par son adresse soit par le numéro de sa parcelle.

#### Risques naturels
Certaines parties du territoire communal sont susceptibles d’être affectées par le risque d’inondation par débordement de cours d'eau, notamment l'Hers-Mort. La commune a été reconnue en état de catastrophe naturelle au titre des dommages causés par les inondations et coulées de boue survenues en 1982, 1983, 1994, 1999, 2000 et 2009,.

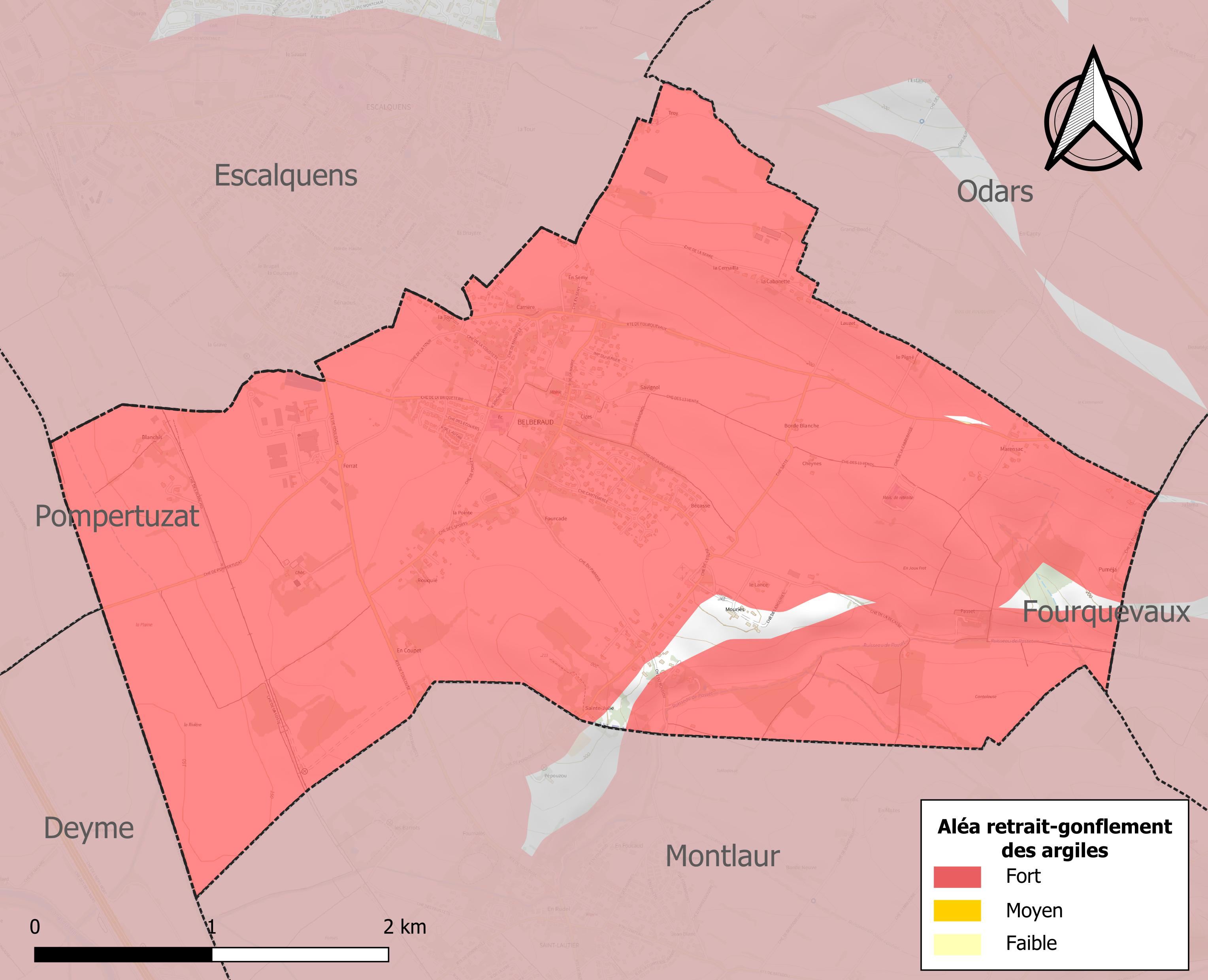
Carte des zones d'aléa retrait-gonflement des sols argileux de Belberaud.

Le retrait-gonflement des sols argileux est susceptible d'engendrer des dommages importants aux bâtiments en cas d’alternance de périodes de sécheresse et de pluie. 97,6 % de la superficie communale est en aléa moyen ou fort (88,8 % au niveau départemental et 48,5 % au niveau national). Sur les 499 bâtiments dénombrés sur la commune en 2019, 488 sont en aléa moyen ou fort, soit 98 %, à comparer aux 98 % au niveau départemental et 54 % au niveau national. Une cartographie de l'exposition du territoire national au retrait gonflement des sols argileux est disponible sur le site du BRGM,.
Par ailleurs, afin de mieux appréhender le risque d’affaissement de terrain, l'inventaire national des cavités souterraines permet de localiser celles situées sur la commune.
Concernant les mouvements de terrains, la commune a été reconnue en état de catastrophe naturelle au titre des dommages causés par la sécheresse en 1989, 2003, 2005, 2007, 2011 et 2016 et par des mouvements de terrain en 1983 et 1999.

#### Risques technologiques
La commune est en outre située en aval du barrage de l'Estrade sur la Ganguise (département de l'Aude). À ce titre elle est susceptible d’être touchée par l’onde de submersion consécutive à la rupture de cet ouvrage.

## Héraldique
| Belberaud | Son blasonnement est : D'argent au taureau de gueules. |

## Politique et administration

### Administration municipale
Le nombre d'habitants au recensement de 2017 étant compris entre 1 500 habitants et 2 499 habitants, le nombre de membres du conseil municipal pour l'élection de 2020 est de dix-neuf,.

### Rattachements administratifs et électoraux
Commune faisant partie de la dixième circonscription de la Haute-Garonne, du Sicoval et du canton d'Escalquens (avant le redécoupage départemental de 2014, Belberaud faisait partie de l'ex-canton de Montgiscard).

### Liste des maires
| Période                                  | Période  | Identité          | Étiquette | Qualité                                       |
| ---------------------------------------- | -------- | ----------------- | --------- | --------------------------------------------- |
| Les données manquantes sont à compléter. |          |                   |           |                                               |
| avant 1988                               | ?        | Hugues Périmony   |           |                                               |
| juin 1995                                | mai 2020 | Michèle Garrigues | PRG-MRSL  | Retraitée Vice-présidente du conseil régional |
| mai 2020                                 | En cours | Rafaël Sorroche   |           |                                               |

## Population et société

### Démographie
L'évolution du nombre d'habitants est connue à travers les recensements de la population effectués dans la commune depuis 1793. Pour les communes de moins de 10 000 habitants, une enquête de recensement portant sur toute la population est réalisée tous les cinq ans, les populations de référence des années intermédiaires étant quant à elles estimées par interpolation ou extrapolation. Pour la commune, le premier recensement exhaustif entrant dans le cadre du nouveau dispositif a été réalisé en 2004.

En 2022, la commune comptait 1 528 habitants, en évolution de +1,73 % par rapport à 2016 (Haute-Garonne : +8,02 %, France hors Mayotte : +2,11 %).
| 1793 | 1800 | 1806 | 1821 | 1831 | 1836 | 1841 | 1846 | 1851 |
| ---- | ---- | ---- | ---- | ---- | ---- | ---- | ---- | ---- |
| 337  | 346  | 327  | 402  | 397  | 387  | 429  | 439  | 423  |

| 1856 | 1861 | 1866 | 1872 | 1876 | 1881 | 1886 | 1891 | 1896 |
| ---- | ---- | ---- | ---- | ---- | ---- | ---- | ---- | ---- |
| 435  | 415  | 380  | 374  | 362  | 350  | 353  | 321  | 304  |

| 1901 | 1906 | 1911 | 1921 | 1926 | 1931 | 1936 | 1946 | 1954 |
| ---- | ---- | ---- | ---- | ---- | ---- | ---- | ---- | ---- |
| 301  | 272  | 266  | 249  | 242  | 235  | 224  | 236  | 265  |

| 1962 | 1968 | 1975 | 1982 | 1990 | 1999  | 2004  | 2006  | 2009  |
| ---- | ---- | ---- | ---- | ---- | ----- | ----- | ----- | ----- |
| 243  | 230  | 377  | 495  | 612  | 1 124 | 1 244 | 1 289 | 1 274 |

| 2014  | 2019  | 2022  | - | - | - | - | - | - |
| ----- | ----- | ----- | - | - | - | - | - | - |
| 1 340 | 1 505 | 1 528 | - | - | - | - | - | - |

| selon la population municipale des années : | 1968 | 1975 | 1982 | 1990 | 1999 | 2006 | 2009 | 2013 |
| Rang de la commune dans le département      | 297  | 202  | 183  | 174  | 124  | 130  | 136  | 135  |
| Nombre de communes du département           | 592  | 582  | 586  | 588  | 588  | 588  | 589  | 589  |

#### Vie sociale et économique
- Revenu par ménage : 23 433 €/an ;
- Taux de chômage : 5,3 % ;
- Taux de propriétaire : 86,9 % ;
- Variation annuelle de la population : + 8,4 %.

### Enseignement
Belberaud fait partie de l'académie de Toulouse.
L'éducation est assurée sur la commune par groupe scolaire le Petit Prince école maternelle et primaire. L'ancienne école de Belberaud a été réaménagée en bibliothèque.

### Culture et festivités
Chaque année la commune de Belberaud et son comité des fêtes organisent des évènements tel qu’une nocturne, une fête de la bière en mars et la fête du village fin juin très côtoyée et appréciée. Un groupe jeunes actif qui se font connaître grâce à leurs évènements qualitatif.

### Activités sportives
- ASBF[36] - Association Sportive Belberaud Foot[37].
- Avenir Belberaud XV - comité départemental de rugby à XV de la Haute-Garonne.
- Entente Labastide-Beauvoir-Belberaud rugby éducatif (Ligue Occitanie de Rugby xv).
- Un terrain de sport, un city stade avec paniers de baskets, salle de musculations/fitness à l’air libre et deux courts de tennis éclairés.

### Écologie et recyclage
La collecte et le traitement des déchets des ménages et des déchets assimilés ainsi que la protection et la mise en valeur de l'environnement se font dans le cadre du Sicoval.

## Économie

### Revenus
En 2018  (données Insee publiées en septembre 2021), la commune compte 559 ménages fiscaux, regroupant 1 490 personnes. La médiane du revenu disponible par unité de consommation est de 27 650 € (23 140 € dans le département).

### Emploi
|                | 2008  | 2013  | 2018  |
| -------------- | ----- | ----- | ----- |
| Commune        | 3,7 % | 5,5 % | 5,4 % |
| Département    | 7,7 % | 9,6 % | 9,3 % |
| France entière | 8,3 % | 10 %  | 10 %  |

En 2018, la population âgée de 15 à 64 ans s'élève à 945 personnes, parmi lesquelles on compte 79,6 % d'actifs (74,2 % ayant un emploi et 5,4 % de chômeurs) et 20,4 % d'inactifs,. Depuis 2008, le taux de chômage communal (au sens du recensement) des 15-64 ans est inférieur à celui de la France et du département.
La commune fait partie de la couronne de l'aire d'attraction de Toulouse, du fait qu'au moins 15 % des actifs travaillent dans le pôle,. Elle compte 444 emplois en 2018, contre 491 en 2013 et 200 en 2008. Le nombre d'actifs ayant un emploi résidant dans la commune est de 708, soit un indicateur de concentration d'emploi de 62,7 % et un taux d'activité parmi les 15 ans ou plus de 61,7 %.
Sur ces 708 actifs de 15 ans ou plus ayant un emploi, 70 travaillent dans la commune, soit 10 % des habitants. Pour se rendre au travail, 89,8 % des habitants utilisent un véhicule personnel ou de fonction à quatre roues, 3,8 % les transports en commun, 4,2 % s'y rendent en deux-roues, à vélo ou à pied et 2,1 % n'ont pas besoin de transport (travail au domicile).

### Activités hors agriculture

#### Secteurs d'activités
93 établissements sont implantés  à Belberaud au 31 décembre 2019. Le tableau ci-dessous en détaille le nombre par secteur d'activité et compare les ratios avec ceux du département,.
| Secteur d'activité                                                                                        | Commune | Commune | Département |
| Secteur d'activité                                                                                        | Nombre  | %       | %           |
| --- | ------- | ------- | ----------- |
| Ensemble                                                                                                  | 93      |         |             |
| Industrie manufacturière, industries extractives et autres                                                | 8       | 8,6 %   | (5,7 %)     |
| Construction                                                                                              | 13      | 14 %    | (12 %)      |
| Commerce de gros et de détail, transports, hébergement et restauration                                    | 16      | 17,2 %  | (25,9 %)    |
| Information et communication                                                                              | 1       | 1,1 %   | (4,1 %)     |
| Activités immobilières                                                                                    | 4       | 4,3 %   | (4,2 %)     |
| Activités spécialisées, scientifiques et techniques et activités de services administratifs et de soutien | 21      | 22,6 %  | (19,8 %)    |
| Administration publique, enseignement, santé humaine et action sociale                                    | 23      | 24,7 %  | (16,6 %)    |
| Autres activités de services                                                                              | 7       | 7,5 %   | (7,9 %)     |

Le secteur de l'administration publique, l'enseignement, la santé humaine et l'action sociale est prépondérant sur la commune puisqu'il représente 24,7 % du nombre total d'établissements de la commune (23 sur les 93 entreprises implantées  à Belberaud), contre 16,6 % au niveau départemental.

#### Entreprises et commerces
Les cinq entreprises ayant leur siège social sur le territoire communal qui génèrent le plus de chiffre d'affaires en 2020 sont : 
- Zodiac Pool Care Europe, commerce de gros (commerce interentreprises) de fournitures et équipements industriels divers (103 562 k€)
- Sekadis, supermarchés (27 194 k€)
- Les Treize Vents, hébergement social pour personnes âgées (3 507 k€)
- Ecotone Recherche Et Environnement, ingénierie, études techniques (801 k€)
- Zodiac International, construction de bateaux de plaisance (366 k€)

### Agriculture
La commune est dans le Lauragais, une petite région agricole occupant le nord-est du département de la Haute-Garonne, dont les coteaux portent des grandes cultures en sec avec une dominante blé dur et tournesol. En 2020, l'orientation technico-économique de l'agriculture  sur la commune est la culture de céréales et/ou d'oléoprotéagineuses.
|               | 1988  | 2000 | 2010 | 2020 |
| ------------- | ----- | ---- | ---- | ---- |
| Exploitations | 20    | 17   | 17   | 12   |
| SAU (ha)      | 1 005 | 910  | 953  | 880  |

Le nombre d'exploitations agricoles en activité et ayant leur siège dans la commune est passé de 20 lors du recensement agricole de 1988  à 17 en 2000 puis à 17 en 2010 et enfin à 12 en 2020, soit une baisse de 40 % en 32 ans. Le même mouvement est observé à l'échelle du département qui a perdu pendant cette période 57 % de ses exploitations,. La surface agricole utilisée sur la commune a également diminué, passant de 1 005 ha en 1988 à 880 ha en 2020. Parallèlement la surface agricole utilisée moyenne par exploitation a augmenté, passant de 50 à 73 ha.

## Culture locale et patrimoine

### Lieux et monuments
- L'église paroissiale Saint-Jean-Baptiste, classée monument historique depuis 1995[44].

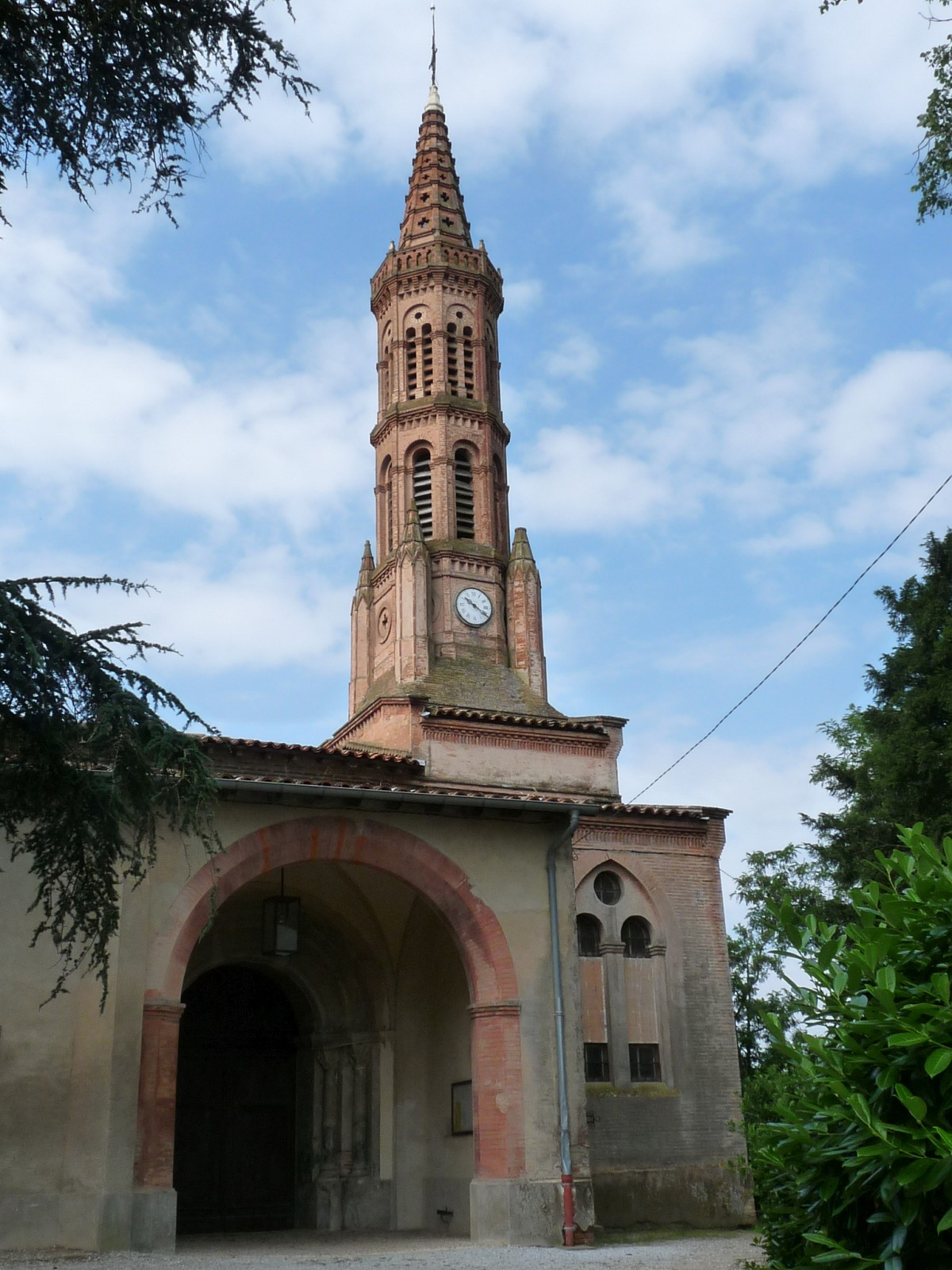
L'église Saint-Jean-Baptiste.
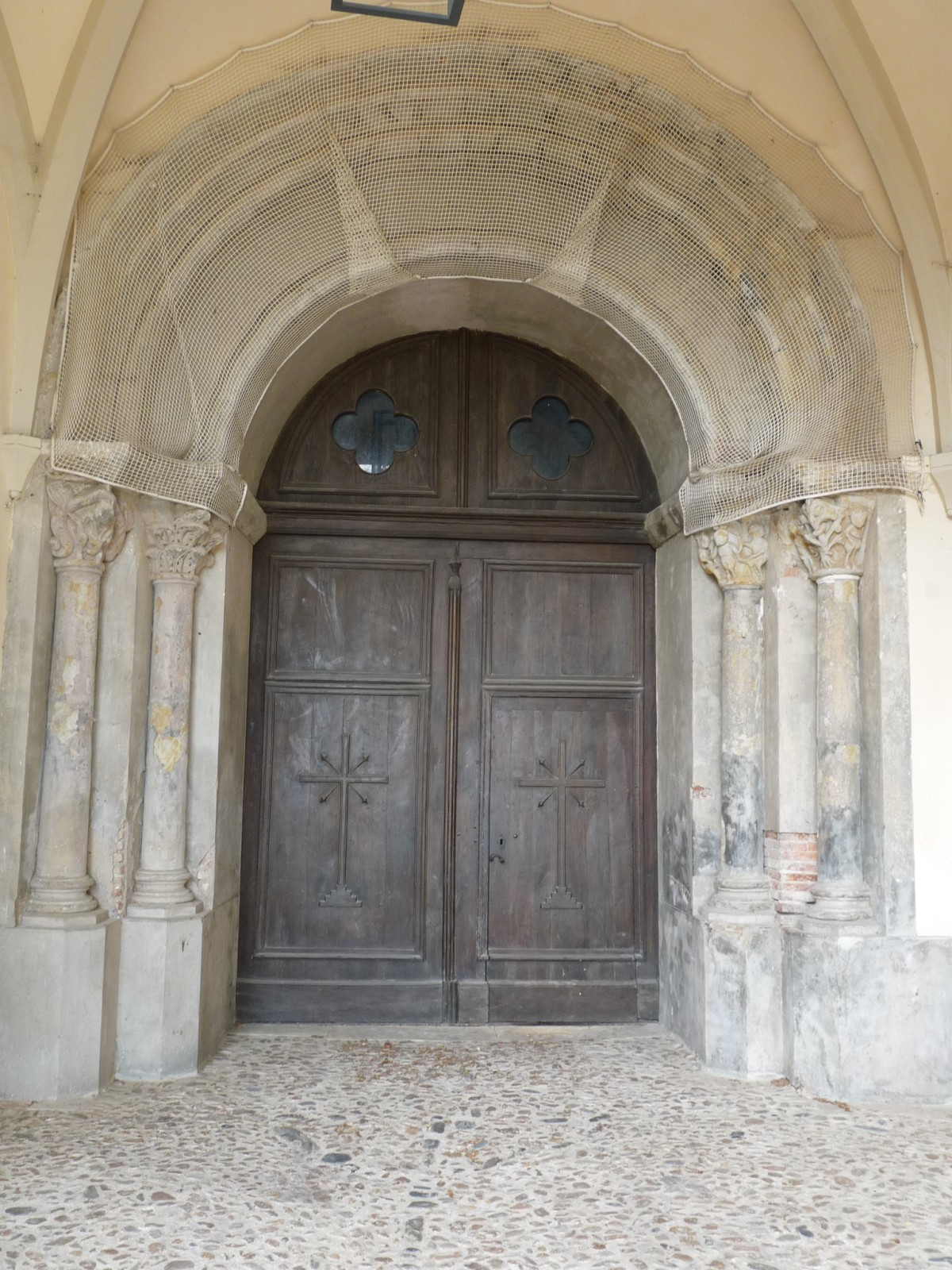
Le portail.
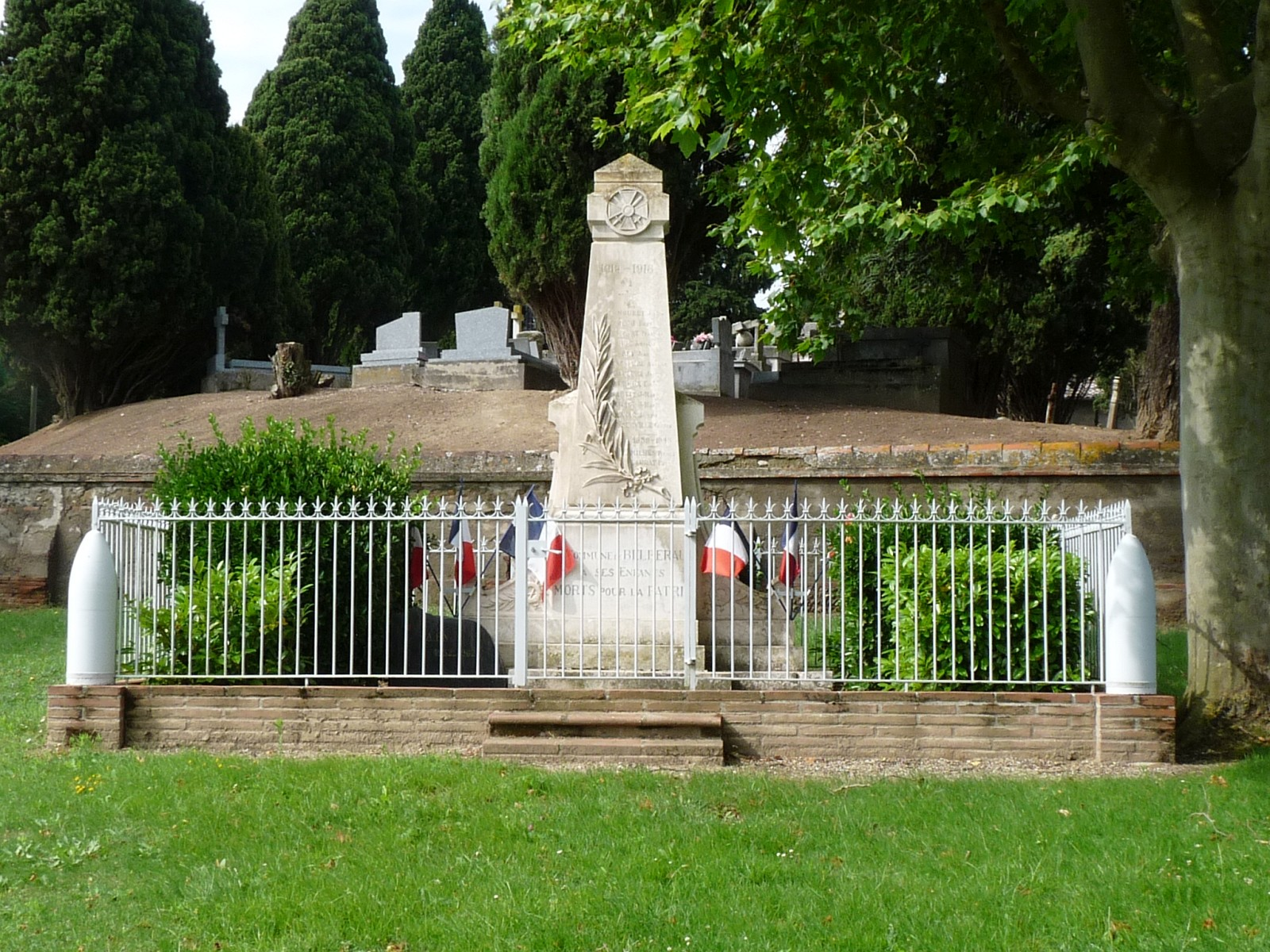
Monument aux morts.

### Personnalités liées à la commune
- Jean de Lamothe député né dans la commune.

## Pour approfondir